# Skartace
Skartace (z italského scarto, vyřazení, též zmetek) označuje odstranění nepotřebných dokumentů ze spisovny nebo z jednotlivých registratur původce ve smyslu jejich vyřazení. Vyřazené dokumenty mohou být určeny ke zničení (tato skupina se nazývá skart, vlastní fyzické zničení se neprovádí v rámci skartace), nebo k dlouhodobému uložení v archivu.
Skartaci upravuje stát (v Česku ji v současné době upravuje zákon o archivnictví a spisové službě z roku 2004 a na něho navazující vyhlášky – zde je celá skartace vymezena výrazem skartační řízení a jeho specifikací). Jednotlivé úřady, firmy a společnosti (tedy původci) se starají o řádnou skartaci v rámci spisové služby, někteří mají povinnost vydávat skartační řády upravující náležitosti skartačního řízení u nich. Na správný průběh skartačního řízení (a spisové služby vůbec) dohlížejí archivy.
Původce vyznačuje na dokumenty (spisy) skartační lhůtu, tedy dobu, po kterou má uzavřený spis u původce zůstat, než bude zařazen do skartačního řízení, a skartační znak, který předjímá, co se spisem ve skartačním řízení stane. K vyznačení skartačního znaku se používají písmena A (archiv), S (skart nebo stoupa) nebo V (výběr), za která se napíše číslice, udávající počet roku skartační lhůty. Skartační lhůta začíná běžet 1. lednem následujícího roku po vyřízení dokumentu nebo uzavření spisu. Například značka S3 znamená dát do skartu (stoupy) za tři roky, A5 znamená předat do archivu k trvalému uložení za pět let a značka V3 znamená po třech letech rozhodnout, zda dát do skartu nebo do archivu.

## Historie a vývoj pojmu
Víceméně od 16. století se pod skartací rozuměla potřeba uvolňovat místo ve starých registraturách zaplněných nepoužívanými spisy. To se často dělo ad hoc a bez hlubšího promyšlení. To sice zpravidla nepřinášelo problémy fungování instituce, ale do budoucna to mohlo přinést problémy s dokumentací instituce (někdy i přímo doby). Jako největší skartace tohoto typu v českém prostředí se uvádí nařízení Fridricha Viléma Haugwitze, který nařídil roku 1749 po zrušení české dvorské kanceláře prostě spálit většinu písemné pozůstalosti.
Ze strany státu poté (postupně během 19. století) začalo docházet k omezování nepromyšlených ničení, čímž došlo k téměř úplnému oddělení fyzického ničení od pojmu skartace. Téměř po celé 20. století se rozumí pod pojmem skartace spíše výběr archiválií (appraisal, Bewertung) a vážení jejich hodnoty.

## Skartační znak
Původce ve svém spisovém plánu určí jeden z následujících skartačních příznaků:
- A (archiv) – dokument se po ukončení skartační lhůty předá do archivu
- V (výběr) – dokument se po ukončení skartační lhůty odborně posoudí a pak se buď předá do archivu, nebo zničí
- S (stoupa,[1] nebo skart) – dokument se po skončení skartační lhůty zničí

## Délka skartační lhůty
Původce určí počet roků, které určují délku skartační lhůty. Skartační lhůta začíná běžet prvním dnem roku následujícího vyřízení dokument anebo uzavření spisu.
Skartační lhůty (doba, za kterou může být dokument skartován) podle § 31 Zákona č. 563/1991 Sb – zákon o účetnictví:
- účetní závěrka, výroční zpráva – 10 let
- účetní doklady, knihy, odpisové plány, inventur. soupisy, účtový rozvrh, přehledy – 5 let
- účetní záznamy, kterými účet. jednotky dokládají formu vedení účetnictví – 5 let

Skartační lhůty podle § 35 a) zákona č. 582/1991 Sb. o organizaci a provádějí sociálního zabezpečení:
- mzdové listy nebo účet. záznamy o údajích potřebných pro účely důchodového pojištění – 30 let
- stejnopisy ELDP – 3 roky

Skartační lhůty podle § 27 zákona č. 235/2004 Sb o DPH:
- plátce DPH je povinen uchovávat všechny daňové doklady rozhodné pro stanovení daně  min. 10 let od konce zdaň. období

## Spisový a skartační plán
Původce v rámci spisového řádu (jeho předpis, který stanovuje podrobnosti výkonu spisové služby) vydává spisový plán. To je seznam druhů dokumentů, který může být hierarchicky členěn. Vedle toho je vydáván i skartační plán, většinou v kombinaci se spisovým plánem (mluví se o spisovém a skartačním plánu). U každého druhu dokumentu je uveden název a spisový znak (spisový plán) a zároveň se rovnou k dokumentu uvede skartační znak a skartační lhůta (tj. skartační režim, tato část normy je pak skartační plán).

### Příklad
„Vedení úřadu – Sekretariát ředitele – Plná moc zastupovat ředitele [A10]“ znamená, že dokumenty plné moci zastupovat ředitele úřadu jsou zařazeny do skupiny Vedení úřadu a podskupiny Sekretariát ředitele a mají skartační příznak „A“ a skartační lhůtu 10 let. To znamená, že po uzavření spisu a vyřízení dokumentu se tento uloží do spisovny po dobu deset let a poté bude předán jako archiválie archívu k trvalému uložení.

## Stupeň utajení – norma DIN 66 399
Od roku 2014 platí evropská norma DIN 66 399, která stanovuje standardy pro skartaci dokumentů dle stupně jejich utajení. Norma stanovuje 3stupňovou stupnici podle citlivosti dat a 7stupňovou pro bezpečnost dokumentů. Platí, že čím vyšší stupeň bezpečnosti a citlivosti dat, tím menší částice skartovaného materiálu. 
Tři úrovně citlivosti dat:
- běžně dostupné nebo interní dokumenty bez citlivých dat
- dokumenty obsahující osobní a citlivé údaje určeny jednotlivcům nebo malým skupinám osob (faktury, cenové nabídky, zdravotní dokumentace a další)
- dokumenty s extra citlivými a přísně tajnými daty (vládní dokumenty, patenty, dokumenty armády nebo tajné služby a další)

Sedm stupňů bezpečnosti skartace a standardy pro výsledný skartovaný materiál:
- P-1 – max. 2000 mm² nebo proužek o šířce 12 mm neomezené délky; list A4 rozřezán na cca 20 dílů
- P-2 – max. 800 mm² nebo proužek o šířce do 6 mm neomezené délky; list A4 rozřezán na cca 40 dílů
- P-3 – max. 320 mm² nebo proužek o šířce do 2 mm neomezené délky; list A4 rozřezán na cca 200 dílů
- P-4 – max. 160 mm² a proužek do 6,00 mm šířky; list A4 rozřezán na cca 400 dílů
- P-5 – max. 30 mm² a proužek 2,00 mm šířky; list A4 rozřezán na cca 2000 dílů
- P-6 – max. 10 mm² a proužek do 1,00 mm šířky; list A4 rozřezán na cca 6000 dílů
- P-7 – max. 5 mm² a proužek do 1,00 mm šířky; list A4 rozřezán na cca 12 500 dílů

Podle stupně zabezpečení je potřeba nastavit vlastnosti skartovacího stroje.